# Aoki (Nagano)
Aoki (jap. 青木村 Aoki-mura) – wieś w Japonii, na wyspie Honsiu, w prefekturze Nagano. Według danych na rok 2020 miejscowość zamieszkiwało 4 121 mieszkańców , a gęstość zaludnienia wyniosła 72,2 os./km².